# Абердин
Аберди́н (англ. Aberdeen [æbərˈdiːn], скотс Aiberdeen, гэльск. Obar Dheathain [ˈopər ˈʝɛhɪn]) — главный морской и рыболовецкий порт Шотландии и её третий по величине город. Административный и культурный центр округа Абердин-Сити. Также в городе располагается муниципальный совет округа Абердиншир. В XII—XIV веках был резиденцией шотландских королей.

## Этимология
По одной из версий, название «Абердин» происходит от сложения гэльск. A-bar и dun, что означает «возвышенность на болотах». Слово Abar, в свою очередь, является сложением au («вода») + bar («препятствие»), что следует понимать как «болото».

## География
Город лежит между устьями рек Ди и Дон, и исторически разделяется на Старый Абердон (Aberdon) — северная часть города простирающаяся до Дона, и Новый Абердин (бывшая рыбацкая деревушка на реке Ди) — южная часть города, тянущаяся вдоль левого берега Ди. Абердин вырос на месте древнеримской колонии Девана. Официально обе части Абердина объединились в 1891 году. Город соединён с Инверури каналом, длиной в 80 км.

## История
Как единый город Абердин существует с 1891 года, после объединения Старого Абердина (университетского и кафедрального города на реке Дон) и Нового Абердина (рыбацкого посёлка на реке Ди).
На месте Абердина существовала древнеримская колония Девана. Поселение в Старом Абердине после упадка вследствие ухода римлян было вновь основано в 580 году св. Махаром, учеником св. Колумбы. Основанная Махаром миссия впоследствии стала самостоятельным Абердинским епископством, утратившим свою независимость только в 1330-х годах. В честь Махара освящён построенный из гранита готический собор (1131—1165 годах, однако окончательный вид собор приобрёл лишь в 1530 году). В 1179 году Старый Абердин получил городские права; в XII—XIV веках город являлся резиденцией шотландских королей. С XVIII века велась регулярная застройка улиц и площадей Старого Абердина.
В XIX веке через реку Ди вели три моста, из них: старый с семью арками, выстроенный в 1520 году, висячий и железнодорожный. Абердин был самым значительным городом северо-восточной части Шотландии. Главными рычагами торговли служили богатые бумажные, хлопчатобумажные, льняные и прядильные мануфактуры, писчебумажные, канатные фабрики, кожевенные и чугунные заводы, вывоз рогатого скота, лососины, яиц, масла, свинины, хлеба. Существовало регулярное пароходное сообщение с Лондоном, Литом (Эдинбургом), Питерхедом, Инвернессом и Оркнейскими островами.
Новый город Абердин, в котором в старину был украшенный замок, испытал во время шотландских войн большие бедствия. В 1153 году был разграблен норвежским королём Эйштейном, в 1336 году сожжён английским флотом Эдуарда III, в 1644 году завоёван и почти совершенно истреблён роялистами, а в 1647 году его постигла эпидемия чумы.
В XX веке объединённый Абердин был административным центром района Грампиан. В первой половине XX века город являлся центром фабричной промышленности (судостроение, бумажное и текстильное производства, шлифовка гранита). С 1970-х годов — центр нефтяной и нефтеперерабатывающей промышленности шельфа Северного моря.

## Климат
Климат океанический, с небольшими межсезонными колебаниями и обильными осадками на протяжении всего года. 
Зима мягкая и дождливая, лето холодное и короткое (при этом климатическое лето - период с устойчивой среднесуточной температурой +15 и выше - в городе не наступает).
| Показатель                    | Янв.  | Фев.  | Март  | Апр. | Май  | Июнь | Июль | Авг. | Сен. | Окт. | Нояб. | Дек.  | Год   |
| ----------------------------- | ----- | ----- | ----- | ---- | ---- | ---- | ---- | ---- | ---- | ---- | ----- | ----- | ----- |
| Абсолютный максимум, °C       | 17,2  | 17,2  | 21,6  | 23,7 | 24,3 | 26,7 | 29,8 | 29,7 | 25,9 | 22,0 | 18,8  | 15,7  | 29,8  |
| Средний суточный максимум, °C | 6,7   | 7,3   | 9,3   | 11,4 | 14,1 | 16,6 | 18,7 | 18,5 | 16,3 | 12,6 | 9,1   | 6,8   | 12,3  |
| Средняя температура, °C       | 4,0   | 4,3   | 5,7   | 7,5  | 9,9  | 12,6 | 14,7 | 14,5 | 12,6 | 9,5  | 6,3   | 4,1   | 8,8   |
| Средний суточный минимум, °C  | 1,5   | 1,6   | 2,7   | 4,2  | 6,3  | 9,4  | 11,4 | 11,2 | 9,5  | 6,7  | 3,5   | 1,4   | 5,8   |
| Абсолютный минимум, °C        | −19,3 | −18,2 | −15,8 | −6,8 | −4,2 | −0,3 | 0,1  | −0,2 | −2,4 | −4,4 | −15,6 | −18,1 | −19,3 |
| Норма осадков, мм             | 67    | 58    | 54    | 57   | 52   | 67   | 69   | 66   | 58   | 94   | 87    | 75    | 804   |
| Источник:                     |       |       |       |      |      |      |      |      |      |      |       |       |       |

## Экономика
Абердин — крупнейший порт Северной Шотландии, центр морской торговли со странами Скандинавии и Балтики. С 1970-х годов является организационным центром района нефтепромыслов на Северном море.
Абердин является и центром шотландской рыбообрабатывающей промышленности. Развита химическая, целлюлозно-бумажная, пищевая (рыбоконсервная) и судостроительная промышленность (как в самом городе, так и в пригородах). Имеется текстильное (преимущественно шерстяное) производство. Абердин — старинный центр добычи и шлифовки гранита и мрамора.

## Социальная сфера
В городе находится Абердинский университет, образованный в 1860 году из двух колледжей: католического «Кингз» колледжа (основан в 1494 году) и протестантского «Маришаль» колледжа (основан в 1593 году). Также в Абердине находится университет Роберта Гордона (до 1992 года — технологический институт; основан в 1775 году). В городе действуют научно-исследовательские институты животноводства, почвоведения и рыболовства.

## Достопримечательности
Отличительной особенностью старой застройки города являются фасады из местного полированного («серебряного») гранита. Такими домами, в частности, застроена главная магистраль города — Юнион-стрит; здесь находятся самые старые кварталы города, Кастлгейт (XIII—XIV века). Местный гранит использовался и при сооружении кафедрального собора святого Махара (строительство было начало в 1164 году, в 1380-х годах собор был перестроен; шпиль относится к XVI веку). Сохранились фрагменты гражданской застройки XVI века; к этому столетию относятся также капелла Королевского колледжа (1500—1505 годы), здание Маришаль-колледжа (1593 год).
В XVIII веке сформировались ансамбли площадей Голден-сквер и Бон-Аккорд-сквер. Примечательна также церковь святого Николая (Сент-Николас), состоящая из двух частей: Западная Церковь (построена в 1751—1755, архитектор Джеймс Гиббс) и Восточная Церковь (1838, архитектор Арчибальд Симпсон). Среди более поздних построек — неоготическое здание Муниципалитета (1867—1878 годы), новое здание Маришаль-колледжа в эдвардианском стиле (1906 год, архитектор Александр Маршал-Макензи).
В Абердине — несколько музеев: музей истории города, военный музей «Гордон Хайлендерс», художественная галерея (основана в 1884 году; представлено британское искусство XVIII—XX веков).

## Персоналии
В XIV веке архидиаконом Абердина был поэт и историк Джон Барбур, а в начале XVI века директором Кингс-колледжа был шотландский историк Гектор Бойс. В Абердине провёл первые 10 лет жизни поэт Байрон.
Город также известен тем, что в нём в 1679 году родился знаменитый масон Джеймс Андерсон.
- Абердин ок. 1900 года
- Побережье Северного моря в городе Абердин
- Меркат-кросс в городе Абердин
- Город Абердин

## Города-побратимы
Абердин является городом-побратимом следующих городов:
- Регенсбург, Германия (1955)
- Клермон-Ферран, Франция (1983)
- Булавайо, Зимбабве (1986)
- Ставангер, Норвегия (1990)
- Гродно, Беларусь (1990)
- Гомель, Беларусь (1990)
- Атырау, Казахстан (2003)[8]